# 鼓岩
65°14′S 64°16′W / 65.233°S 64.267°W
鼓岩（Drum Rock），是南極洲的岩石，位於葛拉漢地，處於福奇群島以東，在斯穆斯島和格羅托島之間，海拔高度6米，現時由南極條約體系管理。